# Iêda Maria Vargas
 (août 2016).
Si vous disposez d'ouvrages ou d'articles de référence ou si vous connaissez des sites web de qualité traitant du thème abordé ici, merci de compléter l'article en donnant les références utiles à sa vérifiabilité et en les liant à la section « Notes et références ».
Iêda Maria Vargas de son vrai nom, Iêda Maria Brutto Vargas, née le 31 décembre 1944 à Porto Alegre, est ancienne reine de beauté brésilienne, qui fut Miss Brésil 1963 et Miss Univers 1963.
Elle est la première Miss Univers d'origine lusophone[réf. nécessaire].

## Biographie
Passionnée de football, elle joue avec ses trois frères, c'est en 1962 à 17 ans que Iêda Maria Vargas devient Miss Rio Grande do Sul 1962, pour Miss Brésil qu'elle gagne.
En 1963, Iêda devient Miss Univers 1963, elle succède à Norma Nolan, Miss Argentine 1962.

## Vie privée
En 1968, Ieda a épousé Joseph Carlos Athanázio, avec lequel elle a eu deux enfants.